# Бурунный (посёлок)
Буру́нный — посёлок в Курском районе (муниципальном округе) Ставропольского края России.

## География
Расстояние до краевого центра: 268 км.
Расстояние до районного центра: 40 км.

## История
В соответствии с Указом Президиума Верховного Совета РСФСР от 21 сентября 1964 года посёлок Вторая ферма совхоза № 7 «Моздокский» переименован в посёлок Бурунный.
До 16 марта 2020 года Бурунный входил в состав сельского поселения Мирненский сельсовет.

## Население
| 1989 | 2002 | 2010 | 2021 |
| ---- | ---- | ---- | ---- |
| 355  | ↘331 | ↗335 | ↘223 |

По данным переписи 2002 года 76 % населения — чеченцы.

## Инфраструктура
Медицинскую помощь оказывает фельдшерский здравпункт.
В Бурунном 3 улицы (Интернациональная, Кооперативная, Школьная) и 1 переулок (Степной). В 1,5 км к юго-востоку от посёлка расположено общественное открытое кладбище площадью 30000 м².
Посёлок газифицирован в ноябре 2012 года.